# Antic Hay
Antic Hay is een satirische roman geschreven door Aldous Huxley en gepubliceerd in 1923. Het verhaal speelt zich af in het Londen van na de Eerste Wereldoorlog en biedt een satirische kijk op de stuurloze en zelfingenomen culturele elite tijdens de turbulente periode die volgde op de oorlog. De roman wordt beschouwd als een roman van ideeën en legt de nadruk op thema's boven individuele personages.
Bij de publicatie in 1923 werd Antic Hay geprezen als waarschijnlijk de meest briljante roman van het jaar, waarbij recensenten Huxleys overkoepelende thema benadrukten dat hedendaagse beschaving verderfelijk is, en... de donkere stroom van de tijd de enige realiteit is. Een academisch artikel uit 1961 karakteriseerde het thema van het boek als onenigheid, wanorde en desorganisatie, waarvan de personages een wereld illustreren die uiteenvalt in fragmenten. Antic Hay werd echter veroordeeld vanwege zijn cynisme en immoraliteit, met name vanwege de openlijke discussie over seks, wat leidde tot tijdelijke verbanning in Australië en een boekverbranding in Caïro.
Het verhaal volgt Theodore Gumbril, een leraar aan een Engelse kostschool, die Gumbril's Patent Small-Clothes uitvindt, broeken met een luchtkussen in de zitting. Gumbrils zoektocht naar liefde leidt tot het gebruik van De Complete Man, een vermomming met een valse baard waarmee hij zijn verlegenheid overwint en vrouwen op gedurfde wijze benadert. Het boek werd geschreven nadat Huxley en zijn vrouw naar Italië waren verhuisd, waar ze van 1923 tot 1927 woonden.
De titel Antic Hay is afkomstig uit het toneelstuk Edward II van Christopher Marlowe uitgebracht circa 1593, waar het verwijst naar een speelse dans. De manuscripten van de roman maken deel uit van de collectie van bibliotheek van de Universiteit van Houston.
Evelyn Waugh noemt Antic Hay kort in zijn klassieke roman Brideshead Revisited uit 1945, waarbij de nadruk ligt op de sociale druk om het populaire boek van het moment te lezen.